# Orthetrum julia
Orthetrum julia – gatunek ważki z rodziny ważkowatych (Libellulidae). Szeroko rozprzestrzeniony w Afryce Subsaharyjskiej; odnotowany także w Jemenie (południowo-zachodnia część Półwyspu Arabskiego) i na Sokotrze.
W RPA imago lata przez cały rok, choć zimą rzadko. Długość ciała 45–49 mm. Długość tylnego skrzydła 31–36 mm.